# Науковий креаціонізм
«Науковий креаціонізм» або креаціонізм «молодої Землі», «моррісіанство» — варіант креаціонізму, що намагається узгодити систему наукових знань із біблійним вченням про послідовність творення світу Богом. Ця система поглядів протиставляє себе сучасній еволюційній біології, і є однією з найактивніших течій християнських фундаменталістів (переважно протестантів), які виникли і активно розвиваються у США та Європі.

## Історія виникнення і розвиток
Появу «наукового креаціонізму» пов'язують з творами гідравліка Генрі Морріса 1950—1960 років, звідти інша назва «моррісіанство».

## Система поглядів
Прихильники «наукового креаціонізму» критикують погляд біологів-еволюціоністів, вважаючи, що сучасна біологія принципово не в змозі пояснити походження життя і розуму. Аргументами  «наукових креаціоністів» є:
- неможливість походження життя з неорганічних молекул (що має побічний стосунок до еволюції);
- «неспрощувальна складність» деяких біологічних систем (око, система гомеостазу тощо);
- «потопна геологія» (стратиграфічна колонка утворена внаслідок біблійного Потопу);
- відсутність «перехідних форм» та багато інших.

## Сприйняття науковим товариством
Доказова база і логіка «наукового креаціонізму» практично одностайно відкидаються світовою науковою спільнотою, яка характеризує цей світогляд як «ідеологічно вмотивовану псевдонауку».